# 弦續李克勤·港樂演唱會
弦续李克勤·港乐演唱会是香港歌手李克勤于2023年于紅磡體育館与香港管弦樂團合作的演唱会，共7场。
2024年起，李克勤在中国内地佛山、汕头、北京、宁波、广州、深圳等地举行「弦续」巡回演唱会。

## 演出时间
| 日期          | 城市 | 國家/地區 | 場地       | 嘉賓                 |
| ------------- | ---- | --------- | ---------- | -------------------- |
| 2023年5月13日 | 香港 | 香港      | 紅磡體育館 | 伍珂玥、梁玉瑩       |
| 2023年5月14日 | 香港 | 香港      | 紅磡體育館 | 伍珂玥、梁玉瑩       |
| 2023年5月15日 | 香港 | 香港      | 紅磡體育館 | 伍珂玥、梁玉瑩       |
| 2023年5月16日 | 香港 | 香港      | 紅磡體育館 | 伍珂玥、梁玉瑩、朗朗 |
| 2023年5月18日 | 香港 | 香港      | 紅磡體育館 | 伍珂玥、梁玉瑩       |
| 2023年5月19日 | 香港 | 香港      | 紅磡體育館 | 伍珂玥、炎明熹       |
| 2023年5月20日 | 香港 | 香港      | 紅磡體育館 | 伍珂玥、劉德華       |

## 演出内容（5月20日尾场）
1. 一个人飞
2. 两人行
3. 一千零一夜
4. 一个都不能少
5. 开学礼
6. 爱不释手
7. 旧欢如梦
8. 护花使者
9. 飞花
10. 你是我的太阳
11. 纸牌屋
12. C3PO
13. 爱一个人（with 伍珂玥）
14. 刻不容缓（with 伍珂玥）
15. 最爱（伍珂玥独唱）
16. 回首
17. 傻女（原唱：陈慧娴）
18. 命运符号
19. 失魂记
20. 再见演奏厅
21. 大会堂演奏厅
22. 希望
23. 红日
24. 夏日之神话
25. 月半小夜曲
26. 我不会唱歌
27. 如果有一天（with刘德华）
28. 我恨我痴心（with刘德华）
29. 弦续
30. 告别校园时

encore 1:
1. 合久必婚
2. 高妹
3. 深深深
4. 一生不变

encore 2:
1. 谁愿分手
2. 没有你，赢了世界又如何